# Río Queguay Grande
Le río Queguay Grande ou Queguay est un cours d'eau uruguayen, qui s'écoule au centre du département de Paysandú. Elle débouche sur le río Uruguay, sur sa rive gauche, après un cours long de 280 km.

## Étymologie
Le nom de la rivière provient de l'idiome guaraní qui signifie « rivière où les rêves convergent ».

## Description

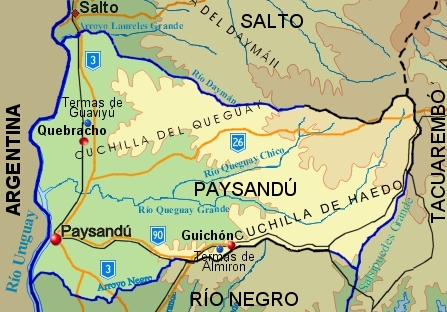
Le département de Paysandú avec le río Queguay au centre.

La rivière Queguay Grande, ou plus simplement Queguay nait dans la partie occidentale de la Cuchilla de Haedo, dans le département de Tacuarembó; puis son cours s'infléchit dans la direction est/ouest en traversant le centre du département de Paysandú sur une longueur totale de 280 km et débouche, après une série de larges méandres, sur le río Uruguay, au nord de Paysandú, la capitale du département éponyme.
Par la longueur de son cours, cette rivière est l'un des plus longs affluents de rive gauche du fleuve Uruguay en Uruguay, plus longue que le río Daymán qui coule
au nord sur la limite interdépartementale avec le Paysandú et la rivière Arapey Grande qui coule dans le département de Salto. Aussi son bassin fluvial est l'un des plus étendus avec 7 866 km2 et s'étend exclusivement à l'intérieur du département de Paysandú.
Son débit fluvial est variable étant essentiellement régi par les précipitations comme le sont ceux des rivières Daymán et Arapey Grande qui s'écoulent au nord du département de Paysandú. Son régime pluvial le fait quelquefois déborder de son lit.

## Affluents
La rivière Queguay Grande a comme affluents principaux la rivière Queguay Chico, de rive droite, et les arroyos de Soto et de Quebracho Grande. Tous ses affluents sont des cours d'eau s'écoulant dans le département de Paysandú.
Dans le site de confluence entre le río Queguay Chico et le río Queguay Grande se trouve l'« Aire protégée avec les ressources gérées des Montes del Queguay ». De plus, les caractéristiques de la rivière Queguay Grande en font une importante réserve de biodiversité en Uruguay.

## Galerie

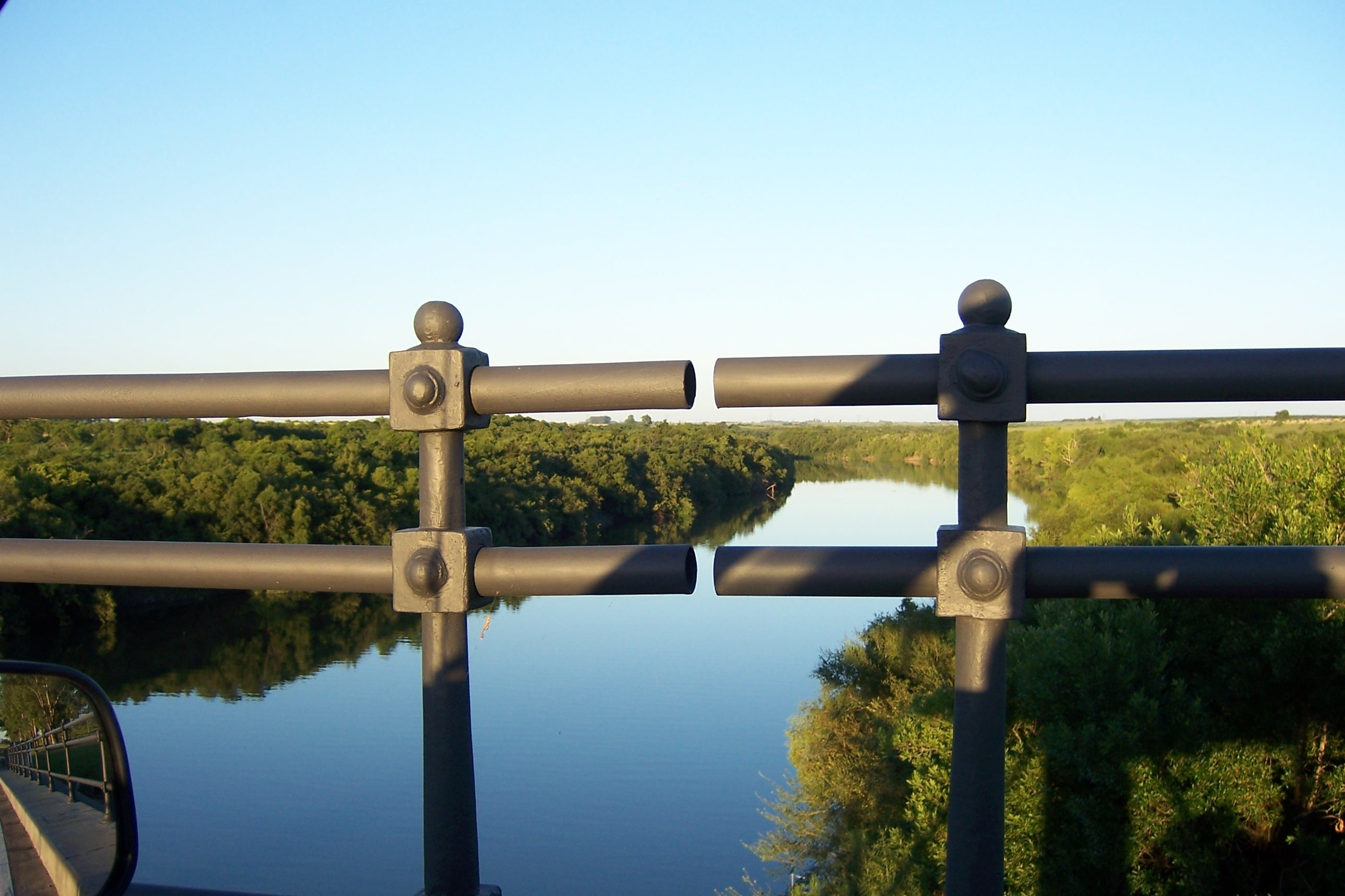
La rivière Queguay vue depuis le pont de la Route 3.
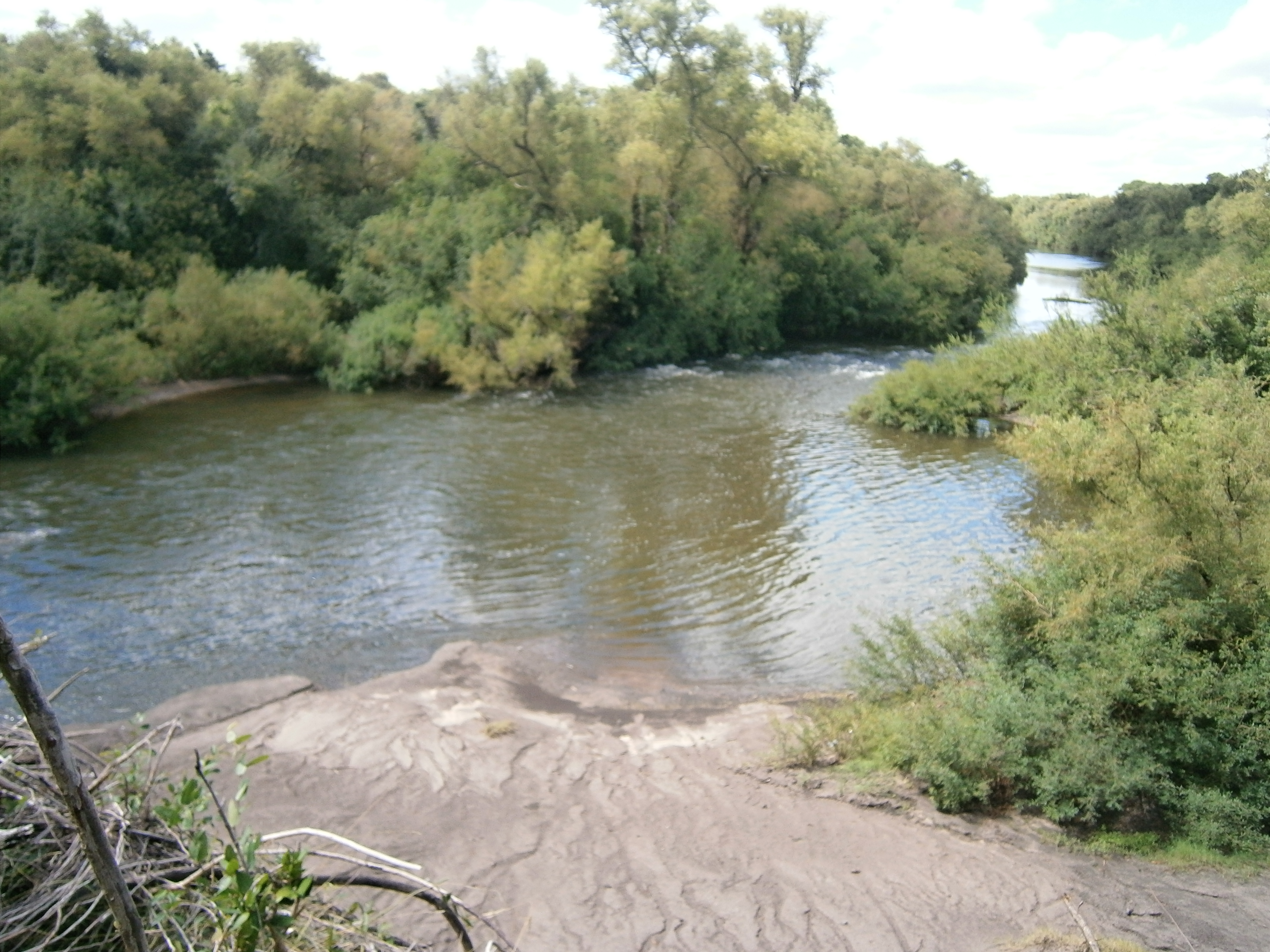
Le site des Montes del Queguay est aménagé dans une aire naturelle protégée.
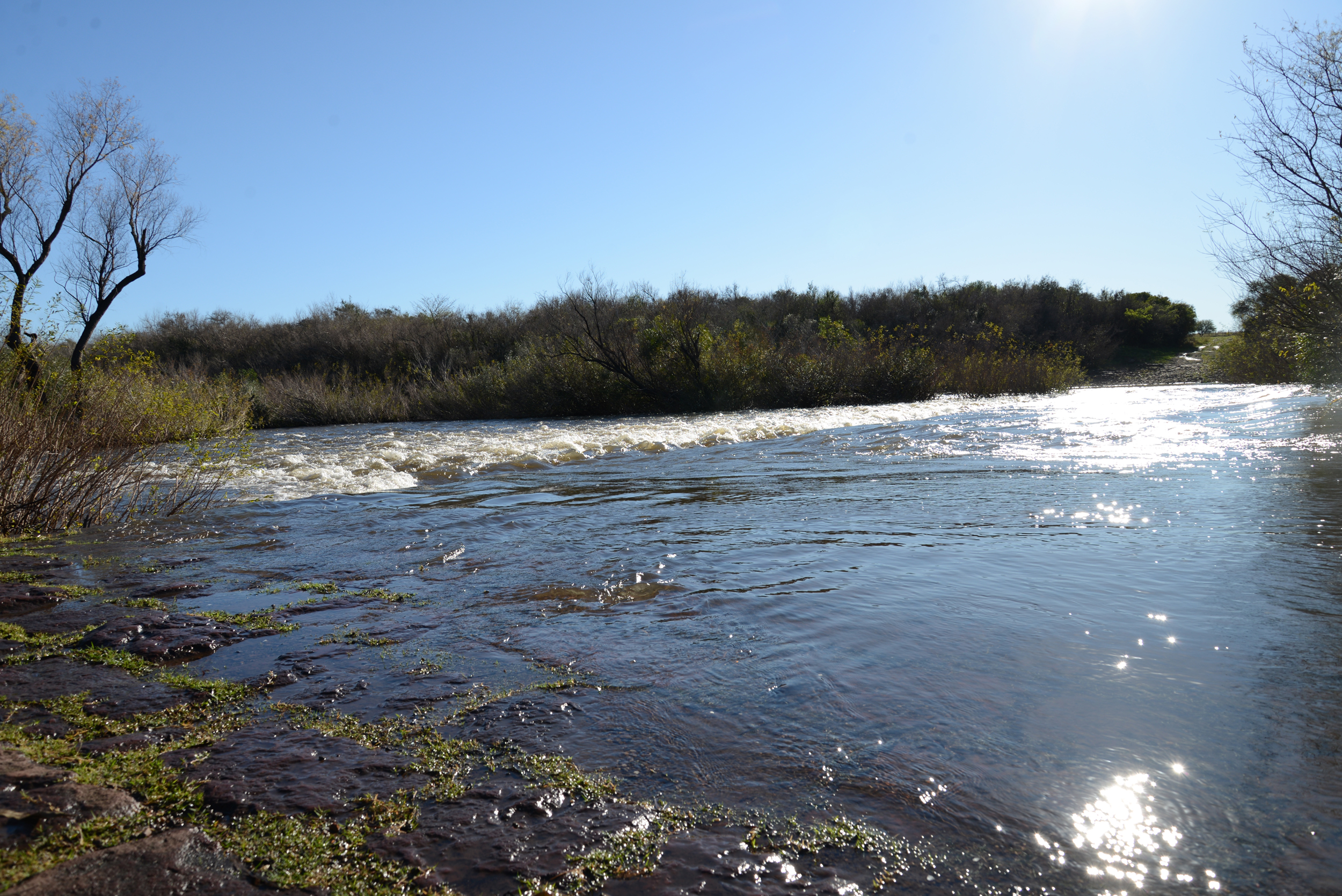
Inondations dues à la rivière Queguay.